# Neovisna izdavačka kuća
Neovisna izdavačka (diskografska) kuća, nezavisna izdavačka kuća, diskografska kuća koja nije ovisna o velikim diskografskim kućama. Sliče fanzinima jer podrazumijevaju okupljanje i promoviranje srodnih glazbenika na diskografskim etiketama koje se vode kao skromna samoizdata kućna radinost ili malo poduzetništvo. Razdioba izdanja neovisnih diskografskih kuća je izvan lanaca velikih distributera. Neovisni izdavači sami aranžiraju raspačavanje ili izdanja prodaju posredovanjem alternativnih i neovisnih distributera, kao što je Rough Trade (poslije je postao značajan neovisni izdavač). Neke neovisne kuće vremenom su same postale veliki izdavači. Početci Atlantic Recordsa (dio velike etikete Warner/Elektra /Atlantic) bili su kasnih 1940-ih kad je bio neovisni izdavač. Virgin Records i neke od specijalističkih tvrdaka za objavljivanje starih kataloga (poput Charlyja ili Chiswicka), punk i novi val 1970-ih potaknuli su preporod neovisnog izdavaštva. Novi val i punk iznjedrili su bogatu neovisničku pozornicu. Predstavnici neovisnih izdavača iz tog vremena su Stiff, Two Tone, Rough Trade, Postcard, Factory i Mute. Tijekom 1980-ih većina neovisnih izdavača opstajala je kao podetiketa u većinskom vlasništvu velikog izdavača, što se u sličnom obliku nastavilo sljedećih desetljeća. Među prve neovisne izdavače u Hrvata spadaju Zdenko Franjić i njegova etiketa Slušaj najglasnije, Marinko Biškić i Edicija Lvxor Design i ostali.